# Jörg Baberowski

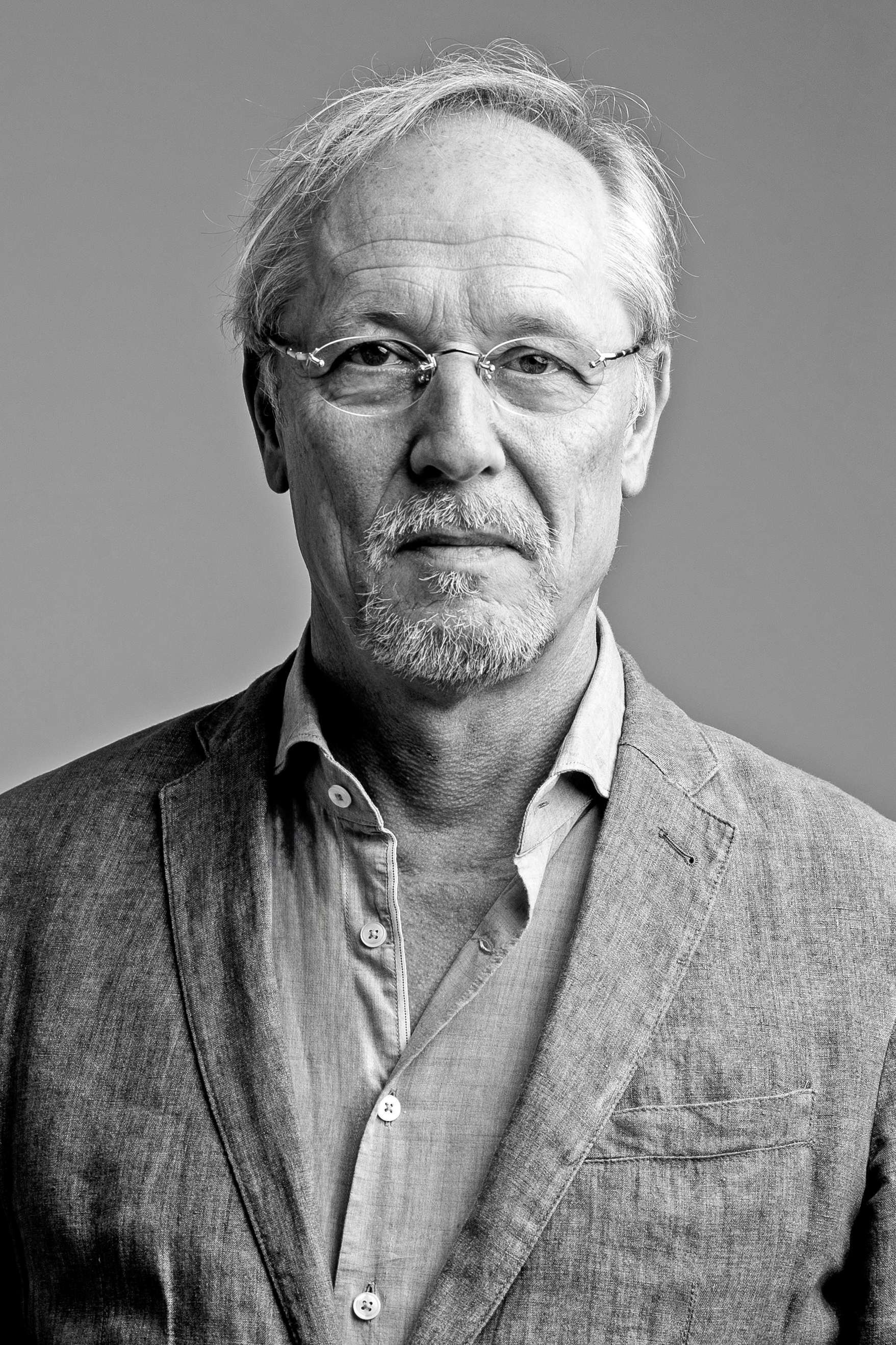
Jörg Baberowski (2020)

Jörg Baberowski (* 24. März 1961 in Radolfzell am Bodensee) ist ein deutscher Historiker und Gewaltforscher. Er ist seit 2002 Professor für Geschichte Osteuropas an der Humboldt-Universität zu Berlin. Baberowski hat sich auf die Geschichte der Sowjetunion und des stalinistischen Terrors spezialisiert.

## Leben
Jörg Baberowski wurde als Sohn des Lebensmitteltechnologen Felix Baberowski und dessen Frau Gertrud Maria, geb. Witthaut, in Radolfzell geboren. Sein Großvater väterlicherseits stammte aus dem Gebiet des heutigen Polen und kam im späten 19. Jahrhundert als Soldat nach Deutschland, wo dann Baberowskis Vater im Rheinland aufwuchs. Die Familie mütterlicherseits entstammt streng katholischem Milieu in Paderborn. Baberwoski wuchs in Holzminden in Niedersachsen auf. Als Schüler engagierte er sich im Kommunistischen Bund Westdeutschland (KBW). Im Juni 1982 legte er am Gymnasium Liebigstraße in Holzminden das Abitur ab.
Nach dem Abitur studierte Baberowski seit dem Wintersemester 1982/83 Geschichte, Philosophie und Politikwissenschaft an der Georg-August-Universität Göttingen, wo Manfred Hildermeier zu seinem wichtigsten akademischen Lehrer wurde. Die russische Sprache brachte sich Baberowski im Selbststudium bei. Im Juni 1988 schloss er sein Studium mit einer Magisterarbeit über die Politische Justiz im ausgehenden Zarenreich 1864–1917 ab.
Ab 1989 war Baberowski wissenschaftlicher Mitarbeiter am Seminar für Osteuropäische Geschichte der Universität Frankfurt am Main. An ihrer Historischen Fakultät wurde er im Januar 1994 mit einer von Dietrich Beyrau und Manfred Hildermeier betreuten Arbeit Zum Verhältnis von Rechtsstaatlichkeit und Rückständigkeit im ausgehenden Zarenreich 1864–1914 zum Dr. phil. promoviert. Im Jahr 1994 wechselte er als Assistent an das Institut für Osteuropäische Geschichte und Landeskunde der Universität Tübingen, wo er sich im Januar 2000 an der Geschichtswissenschaftlichen Fakultät mit der Arbeit Auf der Suche nach Eindeutigkeit. Zivilisatorische Mission, Nationalismus und die Ursprünge des Stalinismus in Azerbajdžan 1828–1941 habilitierte. 2001 wurde ihm die Venia legendi für Osteuropäische Geschichte verliehen. Während mehrerer Forschungsaufenthalte betrieb er Archivstudien, unter anderem in Aserbaidschan, Finnland und Russland.
Im April 2001 übernahm Jörg Baberowski vertretungsweise einen Lehrstuhl für Osteuropäische Geschichte an der Universität Leipzig. Seit Oktober 2002 ist er Lehrstuhlinhaber für Geschichte Osteuropas am Institut für Geschichtswissenschaften (IfG) der Humboldt-Universität zu Berlin, dessen Leitung er von 2004 bis Februar 2006 sowie 2008/09 als Geschäftsführender Direktor innehatte. Von 2007 bis 2013 war er Sprecher des Sonderforschungsbereichs 640 „Repräsentationen sozialer Ordnungen im Wandel“. 2008/09 war er Prodekan und 2009/10 Dekan der Philosophischen Fakultät I. Er war Mitglied des Forums Exzellenzinitiative, von 2012 bis 2015 war er Vorsitzender des Forums Geisteswissenschaften. Von 2004 bis 2006 und von 2007 bis 2009 war er Vorsitzender des Fördervereins des Instituts für Geschichtswissenschaften.
Baberowski ist mit einer Iranerin verheiratet, die vor der Islamischen Revolution im Iran in den 1980er Jahren nach Europa und in die Bundesrepublik Deutschland floh.

## Wirken
Jörg Baberowski arbeitete zusammen mit Michael Wildt von 2012 bis 2019 an der – schlussendlich gescheiterten – Gründung eines Zentrums für Diktaturforschung an der Humboldt-Universität. Zu diesem Zweck veranstaltete er mit Michael Wildt im Oktober 2017 zusammen mit und im Veranstaltungsraum der Bundesstiftung zur Aufarbeitung der SED-Diktatur die Tagung Diktaturen als alternative Ordnungen als Auftaktkonferenz des interdisziplinären Verbunds für vergleichende Diktaturforschung an der Humboldt-Universität zu Berlin.
Er ist Mitglied der Wissenschaftlichen Beiräte der Gedenkstätte Berlin-Hohenschönhausen, des Zentrums gegen Vertreibungen und der Bundesstiftung zur Aufarbeitung der SED-Diktatur sowie der Beiräte für Publikationen des Goethe-Instituts, des Bürgerkomitees 15. Januar und von Clio-online. Er gehört ferner dem Arbeitskreis für moderne Sozialgeschichte, dem Ausschuss vom Verband der Historiker und Historikerinnen Deutschlands und dem Forschungskolleg „Der Erste Weltkrieg und die Konflikte der europäischen Nachkriegsordnung (1914–1923)“ am Zentrum für Antisemitismusforschung an der TU Berlin an. Er ist Mitglied im Netzwerk Wissenschaftsfreiheit.
Er ist Mitherausgeber folgender Reihen und Fachzeitschriften: Veröffentlichungen und Kriegsfolgen-Forschung des Ludwig-Boltzmann-Instituts für Kriegsfolgen-Forschung, Studien zur Gewaltgeschichte des 20. Jahrhunderts, Ordnungssysteme – Studien zur Ideengeschichte der Neuzeit, Beiträge zur Geschichte Osteuropas, Jahrbuch für Historische Kommunismusforschung, Jahrbücher für Geschichte Osteuropas, Forschungen zur Osteuropäischen Geschichte, Zeitschrift für Moderne Europäische Geschichte, Zeithistorische Forschungen, Kritika – Explorations in Russian and Eurasian History und Eigene und Fremde Welten – Repräsentationen sozialer Ordnung im Vergleich und Ab Imperio – Issledovanija po novoj imperskoj istorii i nacionalizmu v postsovetskom prostranstve.
Baberowski schrieb von Anfang 2016 bis Anfang 2018 eine Kolumne in der Basler Zeitung.

## Werk

### Dissertation
In seiner Dissertation hinterfragte Jörg Baberowski den damals geltenden Kenntnisstand zur russischen Justizreform von 1864 und der nachfolgenden Rechtsentwicklung. Während viele Historiker des Zarenreichs meinten, konservative Juristen und Rechtspolitiker hätten sich im Zarenreich schließlich durchgesetzt und die Revolution von 1917 mit provoziert, betonte er, dass die Reformen von 1864 von Idealismus geprägt und eine Überforderung des rückständigen Landes gewesen seien; die sogenannten Gegenreformen von Alexander III. seien demnach eine Anpassung des Modernisierungsweges an die rückständigen Bedingungen Russlands.

### Kritik am Fach Osteuropäische Geschichte
Im Jahr 1998 konstatierte er ein Ende des Faches Osteuropäische Geschichte. Nach Ende der Sowjetunion und des Warschauer Paktes sah er eine Chance, die seiner Meinung nach zahlreich vorhandenen Defizite, die Isolation des Fachs und die aus seiner Sicht rückständigen Methoden durch Neuintegration in die entsprechenden modernen Strömungen der Neuzeit- und Zeitgeschichte zu überwinden. Um den Aufsatz entspann sich eine kontroverse Debatte insbesondere in der Zeitschrift Osteuropa um die Stellung der Osteuropa-Forschung in Deutschland. Beiträge der Debatte wurden im Sammelband Wohin steuert die Osteuropaforschung? veröffentlicht.

### Theorie der Moderne
Jörg Baberowskis wissenschaftliches Hauptthema ist die stalinistische Gewaltherrschaft in der Sowjetunion. Hierzu legte er zunächst – in seiner unter dem Titel Der Feind ist überall als Buch veröffentlichten Habilitationsschrift über den Stalinismus im Kaukasus ebenso wie in seiner ersten Gesamtinterpretation der Geschichte des Stalinismus, Der rote Terror (beide 2003) – eine vor allem an Zygmunt Baumans Theorie der Moderne orientierte Interpretation vor. Bauman hatte in seinem einflussreichen Buch Moderne und Ambivalenz die Gewaltexzesse des 20. Jahrhunderts, insbesondere den Holocaust, auf eine Tendenz der Moderne zurückgeführt, Eindeutigkeit in einer sozialen Welt herstellen zu wollen, die grundsätzlich ambivalent, komplex, vielfältig sei. Entgegen früheren Modernisierungstheorien begriff Bauman die Moderne nicht grundsätzlich als positive Fortschrittsgeschichte und die in ihr um sich greifende Gewalt folglich nicht als Rückfall oder Abirrung. Gewalt und Intoleranz seien vielmehr die logische Konsequenz einer Moderne, die radikal eindeutige Ordnungen herbeiführen wolle.
Unter anderem mit diesem Ansatz erklärte Baberowski die stalinistische Terrorherrschaft: „Die stalinistische Gewalt kam aus dem Verlangen, Eindeutigkeit herzustellen und Ambivalenz zu überwinden. Wie die aufgeklärten Modernisierer in den zarischen Ministerien auch, träumten die Bolschewiki von übersichtlichen Ordnungen, aus denen jede Uneindeutigkeit ausgebrannt war. Für sie war der Staat ein Gärtner, der wilde Landschaften in symmetrisch angelegte Parks verwandelte. […] Der Sozialismus hatte am Projekt der Moderne nichts auszusetzen, er hielt sich im Gegenteil für seine eigentliche Vollendung.“ Baberowski betrachtet den Stalinismus in seiner häufig akzentuierenden, plakativen und zuspitzenden Schrift zum roten Terror nicht als etwas, was in den 1930er Jahren begonnen habe. Die Wurzeln reichten vielmehr weit zurück in das Zarenreich mit seinen Versuchen der schnellen Verwestlichung, Europäisierung und Disziplinierung. Die Bolschewiki hätten daran angeknüpft, die Gewaltausübung aber vervielfacht. Sie seien zudem gefangen in der Vorstellung, Menschen, die sich nicht hätten fügen wollen, seien Feinde und zur Vernichtung bestimmt. Die Gewalterfahrungen von Krieg und Revolution taten das Übrige, um diese permanenten Exzesse zu befeuern; die tradierten Gewalterfahrungen in den Dörfern Russlands verschärften das Gewaltpotenzial weiter. Unter Stalin habe sich dann ein umfassendes Klientelsystem etabliert, das dem Diktator erlaubt habe, seine Herrschaft über einen Personenverbandsstaat durchzusetzen.
In diesem Erklärungsrahmen spielte notwendig auch die hier als betont modern interpretierte Ideologie des Kommunismus eine starke Rolle. Die Gewaltexzesse des Stalinismus resultierten demzufolge gerade aus der kommunistischen Ideologie der Bolschewiki. Allerdings betonte Baberowski auch die Herkunft vieler wichtiger Machthaber – nicht zuletzt Stalins selbst – aus einer Kultur der Gewalt sowie die beständige Perpetuierung dieser Kultur in Lebenswelt, Symbolik und Herrschaftsstil der Machthaber. Er wies auch in Abgrenzung von Stéphane Courtois darauf hin, dass „nicht jede Form kommunistischer Herrschaft […] terroristisch“ gewesen sei.
Zu den Studien über Gewalt leitete 2006 der Essay Ordnung durch Terror. Gewaltexzesse und Vernichtung im nationalsozialistischen und im stalinistischen Imperium, den Baberowski zusammen mit Anselm Doering-Manteuffel über Gewaltexzesse und Vernichtung im Nationalsozialismus und im Stalinismus vorgelegt hat. Diese vergleichende Schrift reetablierte nicht die These von Ernst Nolte, die stalinistische Gewalt sei das logische und faktische Prius der NS-Vernichtungspolitik gewesen, die von Jürgen Habermas kritisiert worden war und den Historikerstreit ausgelöst hatte, sondern arbeitete Ähnlichkeiten und jeweils deutliche Eigenheiten heraus. Einige zentrale Überlegungen des Essays fasste Hans Mommsen zusammen. Während Jürgen Elvert das Werk als seriöses Destillat der Forschungen zum Nationalsozialismus und zum Stalinismus lobte, kritisierte Jürgen Zarusky unter anderem eine zu schematische Parallelisierung von Motiven und Handlungen beider Regime; wichtige Gewaltereignisse würden zudem nicht in die Betrachtung einbezogen.

### Gewalttheorie
In den Jahren nach Der rote Terror lässt sich eine grundlegende Umakzentuierung von Baberowskis Erklärungen der stalinistischen Gewalt feststellen. Der Fokus rückte von der kommunistischen Ideologie ab und wandte sich stärker als zuvor einer Theorie der Gewalt zu. In den Jahren der stalinistischen Herrschaft sei Gewalt „das eigentliche Kommunikationsmedium der bolschewistischen Führung“ gewesen. Baberowski betonte überdies die Rolle des Raums bei der Ausübung von Gewalt und verortete die stalinistische Gewalt in staatsfernen Räumen. Diese Gewalträume aber, so betonte Baberowski jetzt, seien gerade „nicht modern“ gewesen: „Stalin und Mao träumten nicht nur von der schönen neuen Welt, sie kamen aus der alten Welt und sie handelten so, wie man es von vormodernen Herrschern erwarten konnte. Ihre Herrschaft war weder bürokratisch noch ordentlich. Man könnte auch sagen, dass die monumentalen Fassaden, die den totalitären Regimes des 20. Jahrhunderts ein ‚ordentliches‘ Gesicht gaben, nur verdeckten, dass hinter diesen Fassaden vormoderne Kriege geführt wurden“.
2012 veröffentlichte Baberowski die Studie Verbrannte Erde. Stalins Herrschaft der Gewalt, die er explizit als Revision seines Buches Der rote Terror verstanden wissen wollte. Statt der kommunistischen Ideologie unterstrich er nun die Bedeutung der psychopathischen Persönlichkeit Stalins sowie von physischer Gewalt für die stalinistische Herrschaftspraxis. Stalin sei „die Spinne im großen Netz des Terrors“ gewesen, sein Herrschaftsanspruch, und in zweiter Linie auch der Machtanspruch seiner Satrapen, sei im eigentlich schwachen sowjetischen Staat durch Gewaltausübung ständig zur Geltung gebracht worden. Das Buch wurde vielfach besprochen, auch in einer breiteren Öffentlichkeit, und trug Baberowski den Preis der Leipziger Buchmesse in der Kategorie Sachbuch/Essayistik ein. Wissenschaftlich wurde es kontrovers diskutiert, z. B. von den Autoren einer Sonderausgabe der Fachzeitschrift Osteuropa.
Ein weiteres, 2015 erschienenes Werk ist Räume der Gewalt. Hier stellt der Autor die These auf, dass Gewalt nie verschwinden werde, allenfalls eingehegt werden könne. Nicht Ideologien seien zentral für die Gewaltausübung, sondern Möglichkeiten und Situationen. Gewalt bleibe stets eine Handlungsoption, insbesondere dann, wenn Menschen in Situationen eintreten, in der Gewalt nicht verboten, sondern geboten sei oder als notwendig erachtet werde. Im Rahmen dieser Schrift setzte sich Baberowski kritisch mit den Gewalttheorien von Steven Pinker, Norbert Elias, Zygmunt Bauman, Johan Galtung und Wolfgang Sofsky auseinander. Bei der Darstellung von Gewalt kam es ihm auf Plastizität an, denn man erfahre wenig von den Wirkungen von Gewalt, wenn sie nicht als blutiges Geschehen übermittelt werde.
Vor dem Hintergrund des russischen Überfalls auf die Ukraine meinte Baberowski, Gewalt sei aus Sicht Wladimir Putins positiv besetzt. Krieg sei für diesen Politiker, der die Welt aus der Perspektive imperialer Macht betrachte, „eine Möglichkeit, die man ergreifen kann und muss, wenn man sich davon einen Gewinn verspricht.“ Russland zerstöre die ukrainische Infrastruktur, weil Putin wisse, dass er dort keinen vollständigen militärischen Sieg erringen werde.

## Kontroversen
Baberowski kritisierte in mehreren Beiträgen zur Flüchtlingskrise in Europa 2015 die Politik Angela Merkels und eine einseitige Fokussierung auf die Willkommenskultur der deutschen Zivilgesellschaft. Er forderte eine restriktivere Asylpolitik sowie eine Einwanderung nach Regeln eines entsprechenden Gesetzes.
Er kritisiert auch „linke Eliten“, die „im Westen Europas darüber entscheiden“ würden, „was gesagt werden dürfe“, und versuchten, „den Bürgern einzureden, sie müssten die Verunsicherung, die durch die Globalisierung, durch Masseneinwanderung und Kriminalität“ entstehe, „als Preis für eine offene Gesellschaft begreifen“. Jene linken Eliten könnten „nicht verstehen, warum manche der Ordnung den Vorzug gegenüber der Grenzenlosigkeit geben“, wie es die Menschen in Osteuropa täten, die „Gewalt und Unordnung“ kennengelernt hätten.
Seit Baberowski 2014 den britischen Historiker und Trotzki-Biografen Robert Service zu einem Vortrag an seinen Lehrstuhl eingeladen hatte, befindet er sich in einem Konflikt mit der trotzkistischen Splitterpartei Sozialistische Gleichheitspartei (SGP) und deren Hochschulgruppe IYSSE in Berlin, die ihm in einer Vielzahl von Vorträgen und Veranstaltungen revisionistische und rechtsradikale Standpunkte vorwirft. Im November 2017 verlor Baberowski einen Prozess vor dem Landgericht Hamburg gegen die SGP, die Baberowski somit weiterhin „Geschichtsfälschung“ vorwerfen darf, da diese Einschätzung vom Recht auf freie Meinungsäußerung gedeckt sei und ein Sachbezug vorliege.
Medien berichteten im ersten Halbjahr 2017 ebenfalls über einen Konflikt zwischen Baberowski und Vertretern des Allgemeinen Studierendenausschusses (AStA) der Universität Bremen. Nachdem dieser gegen einen Vortrag Baberowskis protestiert und ihm in Flugblättern und im Internet Rassismus und Rechtsradikalismus vorgeworfen hatte, klagte Baberowski gegen einige der vom AStA verbreiteten Aussagen. Er erwirkte eine einstweilige Verfügung und gewann zunächst, nach Widerspruch des AStA, am 15. März 2017 in erster Instanz am Landgericht Köln. Als sich abzeichnete, dass das Oberlandesgericht Köln als nächste Instanz gegen ihn entscheiden würde, zog Baberowski seinen Antrag am 2. Juni 2017 zurück. Präsidium und Dekanat der Philosophischen Fakultät I der Humboldt-Universität stellten sich bereits nach dem Urteil in erster Instanz und erneut nach der Verhandlung vor dem Oberlandesgericht hinter Jörg Baberowski. Seine Integrität stehe außer Zweifel, seine wissenschaftlichen Äußerungen seien durchaus kontrovers, aber keineswegs rechtsradikal. Eine Reihe von Professoren, mehrheitlich vom Institut für Geschichtswissenschaft (IfG) der Humboldt-Universität, schloss sich dieser Erklärung an. Die juristische Auseinandersetzung stieß auf ein geteiltes Echo.
Baberowskis Projekt, gemeinsam mit acht Historikern und fünf Juristen ein Interdisziplinäres Zentrum für Diktaturforschung an der Humboldt-Universität aufzubauen, geriet in die Schlagzeilen, nachdem im Januar 2019 aus zwei der vier Fachgutachten eher kritische Zitate unter Bruch der Vertraulichkeit auf Twitter geteilt worden waren. Die Universitätsleitung setzte das Verfahren zunächst aus und als klar wurde, dass vier studentische Vertreter im Akademischen Senat sich gegen das Projekt stellen würden, zog die juristische Fakultät ihre Unterstützung zurück. Baberowski nahm daraufhin den Antrag, den er und Anna-Bettina Kaiser vorgelegt hatten, selbst zurück. Der Historiker warf der Universitätsleitung in der Folge dieses Eklats vor, sich mehr um negative Publicity zu sorgen als um Wissenschaftsfreiheit. Dekanat und Kollegen betonten demgegenüber, das Projekt stets unterstützt zu haben.
Kurz vor der Annexion der Krim durch Russland im März 2014 nannte Baberowski die Ukraine in der Wochenzeitung Die Zeit ein „Kind der sowjetischen Nationalitätenpolitik“ und wandte sich gegen die Vorstellung, das Land sei ein Nationalstaat des 19. Jahrhunderts. Dafür wurde er von verschiedenen Osteuropa-Experten kritisiert, z. B. von Anna Veronika Wendland. 2016 sprach der Historiker davon, die Ukraine sei „ein künstlich zusammengesetztes Konglomerat“. Seine Gesprächspartnerin, die Grünen-Politikerin Marieluise Beck, bezeichnete diese Bemerkung als nicht statthaft. Nach dem Einmarsch russischer Truppen in die Ukraine (Ende Februar 2022) wurde Baberowskis Einschätzung, das Verhältnis zwischen der Ukraine und Russland könne nur vor dem Hintergrund der gemeinsamen Geschichte und dem Gedanken des sowjetischen Imperiums – als einer Heimat insbesondere der Russen – sowie den komplexen Auswirkungen seines Zerfalls verstanden werden, von seinem Kollegen Martin Schulze Wessel abgelehnt. Baberowski erklärte zum Krieg, Putin blieben keine Wahlmöglichkeiten, da er sonst am Ende sei; Putin müsse „so lange an der Eskalationsschraube drehen, bis ihm Angebote unterbreitet“ würden, hinter der Brutalität des Krieges verberge sich diese zynische Logik. Gleichzeitig diskreditiere dies auch Putins Ziel, die Ukraine für sein „imperiales Projekt“ zu gewinnen. Der Historiker Klaus Gestwa kritisierte im Zusammenhang mit Russlands Invasion eine Äußerung Baberowskis aus dem Jahr 2018. In einem Interview hatte er gesagt: „Wir sollten eigentlich froh darüber sein, dass Putin an der Macht ist. […] In freien Wahlen würden Neo-Faschisten und Kommunisten die meisten Stimmen erhalten.“

## Auszeichnungen
- 2012 Preis der Leipziger Buchmesse für Verbrannte Erde: Stalins Herrschaft der Gewalt in der Kategorie „Sachbuch/Essayistik“[53]

## Schriften (Auswahl)
Monographien
- Autokratie und Justiz. Zum Verhältnis von Rechtsstaatlichkeit und Rückständigkeit im ausgehenden Zarenreich 1864–1914 (= Studien zur europäischen Rechtsgeschichte. Band 78). Klostermann, Frankfurt am Main 1996, ISBN 3-465-02832-5 (Zugl.: Frankfurt (Main), Univ., Diss., 1994).
- Auf der Suche nach Eindeutigkeit. Zivilisatorische Mission, Nationalismus und die Ursprünge des Stalinismus in Azerbajdžan 1828-1941. (Tübingen, Univ., Habil.-Schr., 2001).
- Der rote Terror. Die Geschichte des Stalinismus. DVA, München 2003, ISBN 3-421-05486-X (Bundeszentrale für politische Bildung 2007).
- Der Feind ist überall. Stalinismus im Kaukasus. DVA, München 2003, ISBN 3-421-05622-6.
- Der Sinn der Geschichte. Geschichtstheorien von Hegel bis Foucault (= Beck’sche Reihe. Band 1623). C.H. Beck, München 2005, ISBN 3-406-52793-0.
- mit Anselm Doering-Manteuffel: Ordnung durch Terror. Gewaltexzesse und Vernichtung im nationalsozialistischen und im stalinistischen Imperium. [Dietrich Beyrau zum 65. Geburtstag]. Dietz, Bonn 2006, ISBN 3-8012-0368-9.
- Verbrannte Erde. Stalins Herrschaft der Gewalt. C.H. Beck, München 2012, ISBN 978-3-406-63254-9.
- Räume der Gewalt. S. Fischer, Frankfurt am Main 2015, ISBN 978-3-10-004818-9 (Bundeszentrale für politische Bildung 2016).
- Der bedrohte Leviathan. Staat und Revolution in Rußland. Duncker & Humblot, Berlin 2021, ISBN 978-3-428-18227-5.
- Der sterbliche Gott. Macht und Herrschaft im Zarenreich. München 2024, ISBN 978-3-406-71420-7.[54]
- Die letzte Fahrt des Zaren. Als das alte Russland unterging. C.H.Beck, München 2025, ISBN 978-3-406-83048-8.

Herausgeberschaften
- Moderne Zeiten? Krieg, Revolution und Gewalt im 20. Jahrhundert. Mit 5 Tabellen. Vandenhoeck und Ruprecht, Göttingen 2006, ISBN 3-525-36735-X (Bundeszentrale für politische Bildung 2006).
- mit Hartmut Kaelble, Jürgen Schriewer: Selbstbilder und Fremdbilder. Repräsentation sozialer Ordnungen im Wandel (= Eigene und fremde Welten. Band 1). Campus, Frankfurt am Main u. a. 2008, ISBN 978-3-593-38016-2.
- mit David Feest, Maike Lehmann: Dem Anderen begegnen. Eigene und fremde Repräsentationen in sozialen Gemeinschaften (= Eigene und fremde Welten. Band 10). Campus, Frankfurt am Main u. a. 2008, ISBN 978-3-593-38722-2.
- mit David Feest, Christoph Gumb: Imperiale Herrschaft in der Provinz. Repräsentationen politischer Macht im späten Zarenreich (= Eigene und fremde Welten. Band 11). Campus, Frankfurt am Main u. a. 2008, ISBN 978-3-593-38721-5.
- Arbeit an der Geschichte. Wie viel Theorie braucht die Geschichtswissenschaft? (= Eigene und fremde Welten. Band 18). Campus, Frankfurt am Main u. a. 2010, ISBN 978-3-593-39149-6.
- mit Gabriele Metzler: Gewalträume. Soziale Ordnungen im Ausnahmezustand (= Eigene und fremde Welten. Band 20). Campus, Frankfurt am Main u. a. 2012, ISBN 978-3-593-39231-8.
- Was ist Vertrauen? Ein interdisziplinäres Gespräch (= Eigene und fremde Welten. Band 30). Campus, Frankfurt am Main u. a. 2014, ISBN 978-3-593-50062-1.
- mit Robert Kindler: Macht ohne Grenzen. Herrschaft und Terror im Stalinismus. Campus, Frankfurt am Main u. a. 2014, ISBN 978-3-593-50164-2.
- mit Robert Kindler, Stefan Donth: Disziplinieren und Strafen. Dimensionen politischer Repressionen in der DDR. Campus, Frankfurt am Main 2021, ISBN 978-3-593-44676-9.